# Metal Massacre
Metal Massacre — серия сборников, выпущенных Metal Blade Records. Известны в первую очередь потому, что в эти сборники входили песни групп, впоследствии ставших всемирно знаменитыми: Slayer, Metallica, Overkill, Trouble и другие.

## История
В 1981 году Брайан Слейгел, основатель Metal Blade Records, решил издать сборник, на котором будут представлены «неподписанные», то есть не имеющие контракта с каким-либо лейблом, андеграундные метал-группы. На протяжении 80-х и 90-х он продолжил выпускать новые сборники данной серии. Metal Massacre XII был выпущен в 1995 году, став последним выпуском в серии Metal Massacre, пока не вышел Metal Massacre XIII, выпущенный 11 лет спустя в 2006 году. Metal Massacre XIII отличается от предыдущих изданий, главной особенностью которых была именно «неподписанность» групп, тем, что в него вошли песни уже довольно известных групп, подписанных на Metal Blade.

## Metal Massacre— 1982

### Первое издание
1. «Cold Day in Hell» — Steeler* (4:17)
2. «Live for the Whip» — Bitch (5:19)
3. «Captive of Light» — Malice (3:21)
4. «Tell The World» — Ratt (3:16)
5. «Octave» (instrumental) — Avatar (3:48)
6. «Death of the Sun» — Cirith Ungol (3:56)
7. «Dead of the Night» — Demon Flight (2:35)
8. «Fighting Backwards» — Pandemonium (3:44)
9. «Kick You Down» — Malice (4:28)
10. «Hit the Lights» — Metallica (4:25)

### Второе издание
(Выпущено в 1984 году)
1. «Chains Around Heaven» — Black 'N Blue (3:45)
2. «Live for the Whip» — Bitch (5:19)
3. «Captive of Light» — Malice (3:21)
4. «Octave» (instrumental) — Avatar (3:48)
5. «Death of the Sun» — Cirith Ungol (3:56)
6. «Dead of the Night»- Demon Flight (2:35)
7. «Fighting Backwards» — Pandemonium (3:44)
8. «Kick You Down» — Malice (4:28)
9. «Hit the Lights» — Metallica (4:12)

Примечание: Песня «Chains Around Heaven» группы Black 'n Blue заменила песню «Cold Day In Hell» группы Steeler, открывавшую первоначальную версию данного сборника. Песня «Tell the World» группы Ratt была исключена из сборника.

## Metal Massacre II— 1982
1. «Lesson Well Learned» — Armored Saint — 2:51
2. «Mind Invader» — 3rd Stage Alert — 3:51
3. «Rivit Head» — Surgical Steel — 3:03
4. «Shadows of Steel» — Obsession — 4:31
5. «Scepters of Deceit» — Savage Grace — 3:45
6. «No Holds Barred» — Overkill — 4:12
7. «Lucifer’s Hammer» — Warlord — 3:18
8. «Such a Shame» — Trauma* — 2:53
9. «It’s Alright» — Dietrich — 3:26
10. «Inversion» — Molten Leather — 4:04
11. «Kings» — Hyksos — 6:11
12. «Heavy Metal Virgin» — Aloha — 3:01

Группа Overkill, представленная на этом издании, является другой группой, а не той же, что и на 5 выпуске.
* Trauma вместе с Клиффом Бёртоном

## Metal Massacre III— 1983
1. «Aggressive Perfector» — Slayer — 3:29
2. «Riding in Thunder» — Bitch — 3:57
3. «Armagedon» — Tyrant* — 5:14
4. «Piranahs» — Medusa — 2:11
5. «Bite the Knife» — Test Pattern — 5:25
6. «Blitzkrieg» — Black Widow — 2:56
7. «Mrs. Victoria» — Warlord — 5:55
8. «Let’s Go All the Way» — Virgin Steele — 3:12
9. «Fire and Wind» — Sexist — 3:00
10. «Hell Bent» — Znowhite — 1:49
11. «The Kid» — Marauder — 3:01
12. «Fist and Chain» — La Mort — 2:37

*название песни на дебютном альбоме было изменено на «The Battle of Armageddon».

## Metal Massacre IV— 1983
1. «The Alien» — Sacred Blade — 3:39
2. «Cross My Way» — Death Dealer — 3:40
3. «The Last Judgement» — Trouble — 5:03
4. «Taken by Force» — Sceptre — 2:44
5. «Speed Zone» — Zoetrope — 2:41
6. «Forbidden Evil» — War Cry — 4:37
7. «Screams from the Grave» — Abattoir — 3:24
8. «I Don’t Want to Die» — Witchslayer — 4:59
9. «Rod of Iron» — Lizzy Borden — 4:29
10. «Fear No Evil» — August Redmoon — 3:52
11. «Destructer» — Thrust — 4:13
12. «Medieval» — Medieval — 3:19

## Metal Massacre V— 1984
1. «Torture Me» — Omen (3:26)
2. «Condemned to the Gallows» — Voivod (5:09)
3. «Call on The Attacker» — Attacker (3:35)
4. «Nightmare» — Future Tense (3:50)
5. «Death Rider» — Overkill (3:52)
6. «Soldier Boy» — Fates Warning (6:20)
7. «The Brave» — Metal Church (4:27)
8. «Destroyer» — Lethyl Synn (3:27)
9. «The Warrior» — Final Warning (3:49)
10. «Crucifixion» — Hellhammer (2:50)
11. «Marching Saprophytes» — Mace (4:07)
12. «End of Time» — Jesters Of Destiny (3:20)

## Metal Massacre VI— 1985
1. «Swing of the Axe» — Possessed — 3:50
2. «XXX» — Nasty Savage — 5:26
3. «Executioner» — Steel Assassin — 5:02
4. «Tear Down the Walls» — Mayhem — 5:44
5. «Easy Way Out» — Hades — 4:46
6. «Metal Merchants» — Hallow’s Eve — 4:27
7. «Bombs of Death» — Hirax — 2:01
8. «Fountain Keeper» — Pathfinder — 3:52
9. «Welcome to the Slaughterhouse» — Dark Angel — 5:22
10. «Concrete Cancer» — The Obsessed — 3:16
11. «En Masse — Stand or Die» — Martyr — 5:10

## Metal Massacre VII— 1986
1. «Impulse» — Heretic — 4:18
2. «Sentinel Beast» — Sentinel Beast — 5:20
3. «I Live, You Die» — Flotsam and Jetsam — 6:19
4. «Rented Heat» — Krank — 4:09
5. «Backstabber» — Mad Man — 2:53
6. «Widow’s Walk» — Détente — 2:20
7. «High 'n' Mighty» — Commander — 4:16
8. «In the Blood of Virgins» — Juggernaut — 4:13
9. «Reich of Torture» — Cryptic Slaughter — 2:33
10. «The Omen» — Have Mercy — 4:18
11. «The Awakening» — Titanic — 4:42
12. «Troubled Ways» — Lost Horizon — 4:31

## Metal Massacre VIII— 1987
1. «Ignorance» — Sacred Reich — 3:50
2. «Hellbound» — Viking — 2:58
3. «Keeper of the Flame» — Overlorde — 4:07
4. «Violence Is Golden» — Fatal Violence — 4:58
5. «Spare No Lives» — Tactics — 2:43
6. «Nothing Left» — Sanctum — 4:26
7. «Into the Darkness» — Gargoyle — 3:44
8. «Death Awaits You» — Ripper — 5:43
9. «Take 'Em Alive» — E.S.P. — 3:53
10. «Intimate with Evil» — Wargod — 4:46
11. «Deadly Kiss» — L.S.N. — 2:58
12. «Bullets» — Cobalt Blue — 3:34

Примечание: Данный выпуск был переиздан на CD в 1994 году в формате «два в одном», совместно с Metal Massacre IX.

## Metal Massacre IX— 1988
1. «We Want You» — Banshee
2. «Old World Nights» — Oliver Magnum
3. «Wasteland» — Toxik
4. «Blood Under Heaven» — Dissenter
5. «Random Violence» — Redrum
6. «Definitive Apology» — Pedifile
7. «Needle Damage» — Chaos Horde
8. «Dehumanize» — Faith or Fear
9. «Midnight Madman» — The Wrath
10. «Children of War» — Overdose

Примечание: Был переиздан на CD в 1994 году в формате «два в одном», совместно с Metal Massacre VIII. Песни групп Redrum, Pedifile, The Wrath и Overdose были исключены, чтобы уместить оба выпуска на один CD.

## Metal Massacre X— 1989
1. «Sick or Sane?» — Betrayel
2. «Typhoid Mary» — Solitude
3. «Mirage of Blood» — Murdercar
4. «The Secret» — Confessor
5. «Egyptian Falcon» — Dan Collette
6. «Infected» — Nihilist
7. «Visions In Secret» — R.O.T
8. «Mercy» — Wench
9. «The Fourth Dimension» — Slaughter
10. «Stayed Up 4 Daze» — I.D.K

## Metal Massacre XI— 1991
1. «Shipwrecked with the Wicked» — Mystic Force
2. «Circle of Fools» — Epidemic
3. «Dementia by Design» — Forte
4. «Authority Lies» — My Victim
5. «Tormented Souls» — Havoc Mass
6. «The Dream Turns To Dread» — Divine Right
7. «The Great Escape» — Ministers of Anger
8. «Resurrected» — Dominance
9. «Sorcery of the Wicked» — Mortal Reign
10. «Eternal Call» — Nightcrawler
11. «Bad Habits» — Harum Scarum
12. «Consumed by Hate» — Chemikill
13. «Excuses» — Tynator
14. «The Monkey Beat-Man» — Spudmonsters

## Metal Massacre XII— 1995
1. «Paingod» — Paingod — 4:02
2. «Sweething» — Crisis — 3:45
3. «Exhume Her» — Pist.On — 4:14
4. «Godlessness» — Avernus — 7:37
5. «Det Glemte Riket» — Ancient — 6:56
6. «The Allknowing» — Level — 5:12
7. «Wolf» — Tipper Gore — 3:55
8. «Rain Dance» — Gunga Din — 3:52
9. «Cry to Heaven» — Divine Regale — 3:58
10. «#3» — Pervis — 3:01
11. «Anti [Coat Hanger Mix]» — And Christ Wept — 4:03
12. «The Wounded» — Amboog-A-Lard — 4:52
13. «Human Harvest» — Eulogy — 4:57
14. «Twodegreesbelow» — Overcast — 4:48
15. «Arizona Life» — Big Twin Din — 3:13

## Metal Massacre XIII— 2006
1. «Leaving All Behind» — Cellador
2. «Miasma» — The Black Dahlia Murder
3. «Shadow of the Reaper» — Six Feet Under
4. «Swarm» — Torture Killer
5. «Vagrant Idol» — Demiricous
6. «Alien Angel» — 3
7. «The Killchain» — Bolt Thrower
8. «Dead Before I Stray» — Into the Moat
9. «Fixation On Plastics» — The Red Chord
10. «Sterling Black Icon» — Fragments of Unbecoming
11. «Bleed the Meek» — Paths of Possession
12. «From Your Grave» — The Absence
13. «Sigma Enigma» — God Dethroned
14. «The Pursuit of Vikings» — Amon Amarth
15. «Kiss Me Now Kill Me Later» — Machinemade God
16. «One with the Ocean» — The Ocean Collective
17. «His Imperial Victory» — And the Hero Fails
18. «Cult» — Gaza
19. «Echo of Cries» — End It All

## Дополнительные источники
- http://www.nolifetilmetal.com/metalmassacre.htm